# 25933 Ruoyijiang
25933 Ruoyijiang este un asteroid din centura principală de asteroizi.

## Descriere
25933 Ruoyijiang este un asteroid din centura principală de asteroizi. A fost descoperit pe 19 februarie 2001 la Socorro, New Mexico, în cadrul proiectului LINEAR. Asteroidul prezintă o orbită caracterizată de o semiaxă mare de 2,92 ua, o excentricitate de 0,09 și o înclinație de 2,1° în raport cu ecliptica.